# Vernaya wushanica
Vernaya wushanica is een fossiel knaagdier uit het geslacht Vernaya dat gevonden is in Longgupo en de Pingba-grot in Sichuan. De soort is genoemd naar Wushan, het district waar hij gevonden is. Van dit dier zijn vier bovenkaken, tien onderkaken en vijfenzeventig losse kiezen bekend. Het is een middelgrote soort. Het achterste deel van het foramen incisivum zit achter de voorkant van de eerste bovenkies. Het posterior cingulum op de bovenkiezen bereikt de knobbel t3 niet. De knobbels t1bis en t2bis zijn aanwezig op de eerste bovenkies. De linguale en labiale cingula op de onderkiezen zijn klein en niet verbonden. De anterolabiale knobbel op de derde onderkies is zeer klein. De eerste bovenkies is 1,75 tot 2,11 bij 0,96 tot 1,22 millimeter, de tweede 1,17 tot 1,30 bij 1,10 tot 1,20 millimeter en de derde 0,63 tot 0,77 bij 0,90 tot 1,22 millimeter. De eerste onderkies is 1,52 tot 2,00 bij 0,98 tot 1,30 millimeter, de tweede 1,17 tot 1,40 bij 1,07 tot 1,26 millimeter en de derde 0,96 tot 1,13 bij 0,97 tot 1,10 millimeter.
Vernaya foramena · Vernaya fulva · Vernaya giganta† · Vernaya meiguites · Vernaya nushanensis · Vernaya prefulva† · Vernaya pristina† · Vernaya wushanica†